# Ellington at Newport
Ellington at Newport ist ein Jazz-Album von Duke Ellington, das in der Nacht vom 7. auf den 8. Juli 1956 auf dem Newport Jazz Festival in Newport (Rhode Island) und bei einer anschließenden Studiosession am 9. Juli aufgenommen und bei Columbia Records veröffentlicht wurde. 1999 erschien eine erweiterte und überarbeitete Ausgabe des Mitschnitts auf der Grundlage wiederentdeckter Tonbänder des Mitschnitts von Voice of America.
Die Bedeutung dieses Albums für den modernen Jazz liegt in mehreren Aspekten. Erstens zeigte Ellington mit seiner innovativen Musik, dass der Jazz nicht nur als Unterhaltungsmusik, sondern auch als anspruchsvolle Kunstform angesehen werden kann. Sein Orchester präsentierte eine Mischung aus orchestralen Arrangements und improvisierten Soli, die den Jazz in eine neue Richtung lenkte. Zweitens brachte Ellington at Newport den Jazz einem breiteren Publikum näher. Die Live-Aufnahme des Konzerts wurde ein großer Erfolg und erreichte ein größeres Publikum als die bisherigen Studioaufnahmen von Ellington. Dadurch wurde der Jazz als Musikgenre populärer und erlangte mehr Anerkennung.

## Das Konzert

### Vorgeschichte des Newport-Auftritts
Nachdem das Duke Ellington Orchestra Anfang der 1950er Jahre durch den Aufstieg des Bebop und des Cool Jazz erheblich an Popularität eingebüßt hatte, feierte es auf dem Newport Jazz Festival im Juli 1956 ein triumphales, stürmisch gefeiertes Comeback; nur wenige Wochen nach seinem Auftritt trug eine Ausgabe des Time-Magazins seine Abbildung auf der Titelseite. Der Time-Artikel, eine besondere Ehrung für Ellington, war schon lange vorher geplant, erhielt aber durch den Erfolg Ellingtons in Newport eine zusätzliche Aktualität, er setzte Ellington aber auch vor dem Konzert unter Druck. Duke Ellington hatte – während andere große Big Bands in den 1950er Jahren aufgeben mussten – sein Orchester weiter am Leben erhalten können. Dies war ihm vor allem durch die Einnahmen aus den Urheberrechten seiner zahlreichen Kompositionen möglich.
Das Duke Ellington Orchestra ging Anfang der 1950er Jahre auf einige Europatourneen, erlebte aber ansonsten eine Phase der künstlerischen Stagnation. Es hatte aber einige wichtige Zugänge an Musikern, so den Schlagzeuger Sam Woodyard und den Saxophonisten Paul Gonsalves, der die Rolle und teilweise auch den Stil von Ben Webster weiter verfolgte; außerdem war kurz zuvor Johnny Hodges in Ellingtons Orchester zurückgekehrt. Der Ellington-Biograph James Lincoln Collier sieht in Gonsalves den Mann, der schließlich „mit einem Schlag alles herumriss.“

### Der Newport-Auftritt des Duke Ellington Orchesters 1956
Im Jahr 1956 lud ihn George Wein dazu ein, auf dem zwei Jahre vorher neu etablierten Newport Jazz Festival aufzutreten, bei dem Ellington schon 1955 als Master of Ceremonies auftrat. Duke Ellington spielte vorab in kleinerer Besetzung mit seinem Orchester einige einleitende Nummern, Black and Tan Fantasy und den Jazzstandard Tea for Two. Zur großen Besetzung fehlten in der Band die Bläser Jimmy Hamilton, Ray Nance, Clark Terry und der Bassist Jimmy Woode, für den Al Lucas einsprang.
Nach den Auftritten einiger anderer Künstler, wie Bud Shank, Jimmy Giuffre und dem aus Wien angereisten Friedrich Gulda, spielte lange das Chico Hamilton Orchester. Die eher intellektuelle Spielhaltung (Cool Jazz) dieser Gruppen löste beim Publikum keine Begeisterung aus. Der zweite Auftritt der Ellington-Band war für 22:30 Uhr vorgesehen, auf ihn hatten sich Ellington und Billy Strayhorn mit einer eigens geschriebenen Suite vorbereitet. Die vorhergehenden Konzerte ließen es jedoch immer später werden. Vom langen Warten war die Stimmung seiner Musiker gereizt; auch Ellington selbst reagierte verärgert: „Wer sind wir denn eigentlich – die Tiernummer, die Akrobaten?“.
So kam das Ellington-Orchester dann erst um 23:45 Uhr in voller Besetzung auf die Bühne. Duke Ellington leitete den Auftritt mit Take the “A” Train ein; es folgte eine neue Komposition von Ellington und Billy Strayhorn, die für das Festival geschaffene dreiteilige Newport Jazz Festival Suite, die stark vom Blues geprägt war. Sie war eine Auftragsarbeit von Columbia’s Produzent George Avakian. Der erste Teil, genannt „Festival Junction“, wurde mit einem langsamen Klarinettensolo von Jimmy Hamilton eingeleitet, bevor das Ensemblespiel einsetzte, gefolgt von Soli von Willie Cook, Paul Gonsalves, Britt Woodman, Harry Carney, Quentin Jackson, Russell Procope; der Trompeter Cat Anderson mit seinem kurzen, in höchste Register steigenden Solo setzte den Schlusspunkt. Der zweite Teil hatte die Bezeichnung „Blues to Be There“ und wurde von Duke Ellington (in Triobesetzung) eingeleitet; es folgte langsam-getragenes Ensemblespiel mit Soli von Procope und Ray Nance. Mit dem abschließenden dritten Teil „Newport Up“ zog das Tempo an; es spielten als Solisten Hamilton, Gonsalves (der sich warm spielte) und Clark Terry. Es war die einzige Stelle, an der das Ellington-Orchester vom Blues-Schema abwich. Das Bop-gefärbte Ende stammte von Clark Terry. Ellingtons Suite war als Auftakt gedacht, doch die Begeisterung des Publikums hielt sich in Grenzen; es gab „soliden, wenn auch nicht überwältigenden Applaus“.

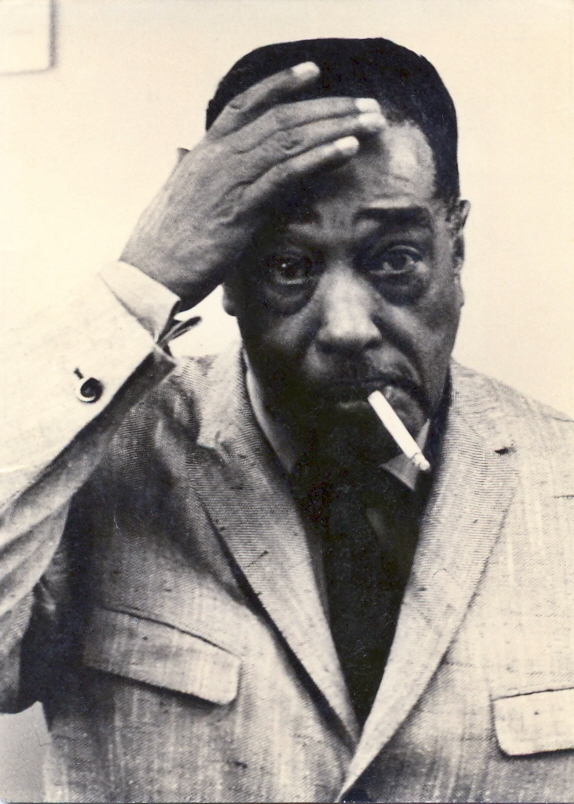
Ellington während einer Konzertpause 1965

Nach der Newport Suite gab Ellington Harry Carney Gelegenheiten für ein Baritonsaxophon Solo über Sophisticated Lady; danach spielte das Orchester Day In, Day Out. Nun sagte Duke Ellington an, man werde ein altes Stück aus den 1930er Jahren, „some of our 1938 vintage“, die Blues-Titel Diminuendo in Blue und Crescendo in Blue spielen, und kündigte Paul Gonsalves als Solisten an.
Ellington hatte schon einige Jahre zuvor an einer Vereinigung der Stücke (Diminuendo and Crescendo in Blue) gearbeitet, so bei seinen Carnegie-Hall-Konzerten („Transbluecency“) Mitte der 1940er Jahre. Für den Newport-Auftritt hatte er Paul Gonsalves als Protagonisten ausgewählt; dieser wusste jedoch nicht, was er eigentlich tun sollte. Collier zitiert Ellingtons ironische Anweisung an seinen Saxophonisten: „‘Es ist einfach ein Blues in B’ (In Wirklichkeit in Des), sagte Ellington, ‘ich bring dich rein und hol dich wieder raus. Das ist alles, was du zu machen hast. Geh’ nur raus und blas’ dir die Seele aus dem Leib. Du hast es ja schon mal gemacht’“. Ellington sprach damit vorangegangene Interpretationen des Stücks bei einem Gastspiel im New Yorker Birdland im Jahre 1951 an, und auch damals riss Gonsalves das Publikum hin.
Es war vorgesehen, Gonsalves zwischen den beiden arrangierten Teilen des Stücks, nur von der Rhythmusgruppe aus Jimmy Woode, Sam Woodyard und Ellington begleitet, sein Solo spielen zu lassen. J. L. Collier erwähnt, dass außerhalb des Blickfeldes des Publikums, aber in der Nähe der Bühne, wo die Band ihn sehen konnte, der Basie-Schlagzeuger Jo Jones saß und den Takt mit einer gerollten Zeitung schlug. Ellington spielte gegen Ende des ersten Teils ein Klaviersolo, damit Gonsalves Gelegenheit hatte, nach vorn zu kommen. Paul Gonsalves begann zu blasen und in der Reaktion des Publikums zeigte sich Bewegung. Die Bandmitglieder feuerten ihn an mit Rufen wie „Los, Paul … Hau rein, leg los!“ „Beim sechsten Chorus gab es Rufe und Händeklatschen, nach ein paar weiteren war der Lärm der Menge zu einem ununterbrochenen Tosen angewachsen, und große Teile des Publikums waren aufgestanden“.

„Etwa beim siebten Chorus riss plötzlich die Spannung, die sich sowohl auf der Bühne als auch im Publikum aufgebaut hatte, seit Duke das Stück antrat. Ein platinblondes Mädchen in einem schwarzen Kleid fing an, in einer der Logen zu tanzen, und einen Augenblick später fing jemand in einem anderen Teil des Publikums ebenfalls zu tanzen an.“

„Hier und da in der reduzierten, aber noch vielköpfigen Menge stand ein Paar auf und fing an, Jitterbug zu tanzen. Innerhalb von Minuten verwandelte sich der ganze Freebody Park, als sei er von einem Donnerschlag getroffen worden. Fotografen rasten wie verrückt auf die Szene, wo sich Zuschauer zusammenballten, während Gonsalves, Ellington und die ganze Band, inspiriert von der Reaktion, die sie hervorgerufen hatten, alles gaben, was das Werk hergab. Sie hielten es siebenundzwanzig Choruse durch. Hunderte von Zuschauern kletterten auf ihre Stühle, um die action zu sehen. Die Band baute das großartige Arrangement zu einem immerwährenden Höhepunkt aus, und die Menge saß danach ganz schlaff, verbraucht, sich fragend, was dem nun noch folgen könnte.“

Veranstalter George Wein hatte ab einem gewissen Punkt des Konzerts die Befürchtung, die wild gewordene Menge könnte randalieren, und versuchte auf Ellington einzuwirken, die Veranstaltung zu beenden, aber „einmal an Bord des Siegeszuges, mit der Menge hinter sich, wollte Ellington nicht aufhören“, schrieb danach Down Beat in seinem Konzertbericht. Seine Antwort an Wein war nur „Sei nicht grob zu den Künstlern (Don’t be rude to the artists)“

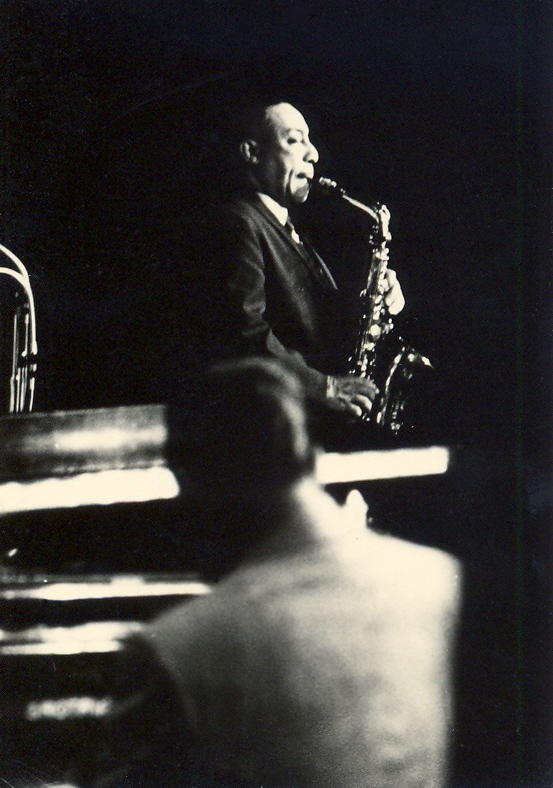
Johnny Hodges 1965

Gonsalvez kam sein Solo subjektiv nicht so lang vor: „Die Länge wird wirklich vom Spiel der Rhythmusgruppe bestimmt und wie sich alles aufbaut. Der Höhepunkt mag nach fünf oder zehn Chorussen kommen, aber wenn man über ihn hinausgeht, zerstört man alles.“ Später war er verärgert, ständig an diesem Solo gemessen zu werden – das Publikum verlangte eine Wiederholung in ähnlicher Länge wie auf der Newport-Platte, was ihm immer schwerer fiel. In einem Interview behauptete er sogar, die Aufnahme selbst niemals gehört zu haben und auch niemals besessen zu haben.
Als das Solo endete und Gonsalves davon völlig erschöpft war, übernahm Ellington selbst zwei Chorusse mit einem Piano-Solo, bevor dann das ganze Orchester für einen Teil von Crescendo in Blue zurückkehrte; es endete mit einem High-note-Spiel von Trompeter Cat Anderson.
Um die Menge wieder etwas herunterzubringen, sagte Duke Ellington nun zwei ruhigere Stücke an, verbunden mit dem Satz: „If you’ve heard of the saxophone, then you’ve heard of Johnny Hodges.“ Ellingtons bekannter Altsaxophonist spielte dann zwei seiner bekanntesten Nummern, I Got It Bad (and That Ain’t Good), gefolgt von Jeep’s Blues. Aber das Publikum verlangte mehr; so brachte Ray Nance seine speziellen Tanz- und Gesangsnummer Tulip or Turnip, nachdem Wein Ellington noch einmal gebeten hatte, aufzuhören.
Dies tat er jedoch nicht und hob zu der schnellen Nummer Skin Deep an, das eine Komposition des Schlagzeugers Louie Bellson war; Duke Ellington verabschiedete sich dann von seinem Publikum mit Mood Indigo und dankte der Menge mit „… wonderful way in which you’ve inspired us this evening“ und „You are very beautiful, very lovely and we do love you madly.“ Damit war nach neunzig Minuten das Konzert zu Ende.

## Das Album

### Editionsgeschichte des Albums
Der Auftritt in Newport brachte Duke Ellington eine enorme Reputation und finanziellen Erfolg für den Rest seines Lebens. Ellington at Newport wurde zur meistverkauften Platte des Bandleaders. Das Duke Ellington Orchestra kehrte 1958 und 1959 nach Newport zurück; Columbia Records brachte den Konzertmitschnitt bald als Einfachalbum heraus.
Erst im Jahr 1996 erkannte man, nachdem zuvor ein Tonbandmitschnitt des Voice of America Radioprogramms in der Library of Congress aufgetaucht war, dass Columbia das Album von 1956 sowohl mit einigen Livemitschnitten als auch mit Studio-Material (ergänzt mit künstlich erzeugtem Applaus) aus dieser Zeit vermischt hatte. Als Grund dafür wurde angegeben, dass Ellington bei der Abmischung mit der live mitgeschnittenen Version der Newport Festival Suite nicht zufrieden war, weil sie nicht genug geprobt worden war und der Mitschnitt nicht seinen Qualitätsstandards entsprach; so wollte er eine bessere Version der Suite (die direkt nach dem Festival aufgenommen worden war) auf dem Columbia-Album veröffentlicht sehen, was Produzent George Avakian dann auch tat.

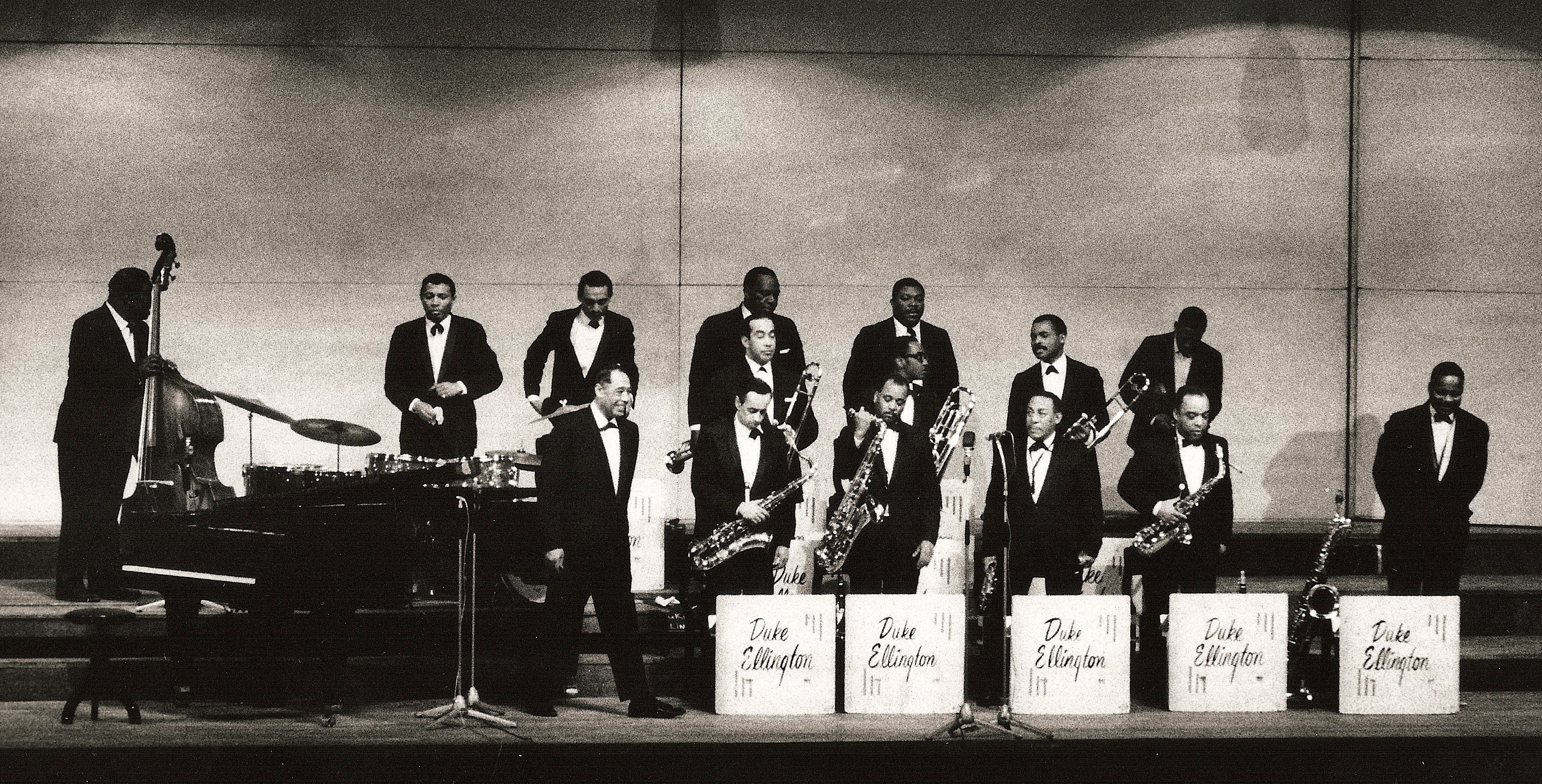
Duke Ellington Bigband in München 1963

Avakian mischte dann in die Studioversion Teile der Live-Version hinein, Der Applaus wurde vom Original übernommen, um die Tatsache zu überdecken, dass Gonsalves durch die Verwendung eines falschen Mikrophons – er blies irrtümlich ins Mikrophon des Radiosenders Voice of America – oft kaum zu hören war. Bei der Neuausgabe von 1999 wurden daher die beiden Mono-Mitschnitte der Voice of America und der Columbia mit Hilfe digitaler Technologie neu zusammengesetzt, um eine wirklichkeitsgetreue stereophone Aufnahme dieses wohl berühmtesten Ellington-Auftritts zu erhalten. Nun ist Gonsalves’ Solo klarer zu hören, und dies auch mit dem Einsetzen der Geräusche durch das Publikum um den siebten oder achten Chorus des Solos.
Während die Original-LP lediglich drei Titel enthielt, die Newport Jazz Festival Suite, Jeep’s Blues und eben Gonsalves’ 14-minütiges Diminuendo And Crescendo in Blue bietet die neue Ausgabe zehn zusätzliche Stücke wie Sophisticated Lady, Black And Tan Fantasy, Skin Deep und Mood Indigo; nach dem Konzertmitschnitt folgen die vollständigen, am nächsten Tag entstandenen Studio-Takes – insgesamt über eine Stunde bislang unveröffentlichtes Material.

### Wirkungsgeschichte und Rezeption der Aufnahmen
Angesichts der Tatsache, dass sich seine Karriere so schlagartig verändert hatte, äußerte Ellington später: „I was born at the Newport Jazz Festival.“ Columbias Veröffentlichung des Konzerts, Ellington At Newport, wurde von der Kritik als eine der großartigsten Live-Aufnahmen im Jazz betrachtet; jedoch fand dies stets in dem Glauben statt, bei den vorliegenden Titeln handele es sich um die tatsächlichen Mitschnitte des Newport-Konzerts, schrieb der Kritiker Gene Hyde 1999 in Weekly Wire.
Das Album verkaufte sich nach dem Biographen von Ellington, John Edward Hasse, mit Auflagen in den Hunderttausenden, was vorher bei einem Jazzalbum noch nicht vorgekommen war, und blieb Ellingtons bestverkauftes Album. Columbia, deren Produzent Irving Townsend auf dem Newport Festival vor dem Auftritt seine ersten Kontakte zu Ellington knüpfte (er arbeitete später eng mit Ellington zusammen), bot Ellington, der 1955 seine Plattenfirma Capitol verlassen hatte, noch auf dem Festival einen sehr vorteilhaften Plattenvertrag an. Außerdem erhielt er große künstlerische Freiheiten bei Columbia, die seine Platten von da an in der damals neuen Stereo-Technik produzierten, beginnend mit dem Newport Album, das in „simuliertem Stereo“ neu aufgelegt wurde.
Richard Cook und Brian Morton zeichnen den Newport-Mitschnitt in ihrem Penguin Guide to Jazz on CD mit der Höchstnote von vier Sternen aus („absolute essential Ellington“). Sie hoben insbesondere die Pionierleistung von Paul Gonsalves hervor, der mit seinem Solo starken Einfluss auf spätere Saxophonisten von John Coltrane bis David Murray ausübte. Die Autoren gaben auch Gonsalves’ eigene Interpretation für das Konzertereignis wieder: Entgegen den bestehenden Theorien des Einflusses von Jo Jones (die gerollte Zeitung) oder der schönen, tanzenden Blonden im Publikum, die den Saxophonisten zur Ekstase getrieben haben soll, findet Paul Gonsalves seinen Beitrag überbewertet und gibt als Grund seiner spielerischen Motivation den starken Zusammenhalt der Band sowie die außerordentlichen Leistungen von Johnny Hodges im vorangegangenen Jeep’s Blues an.

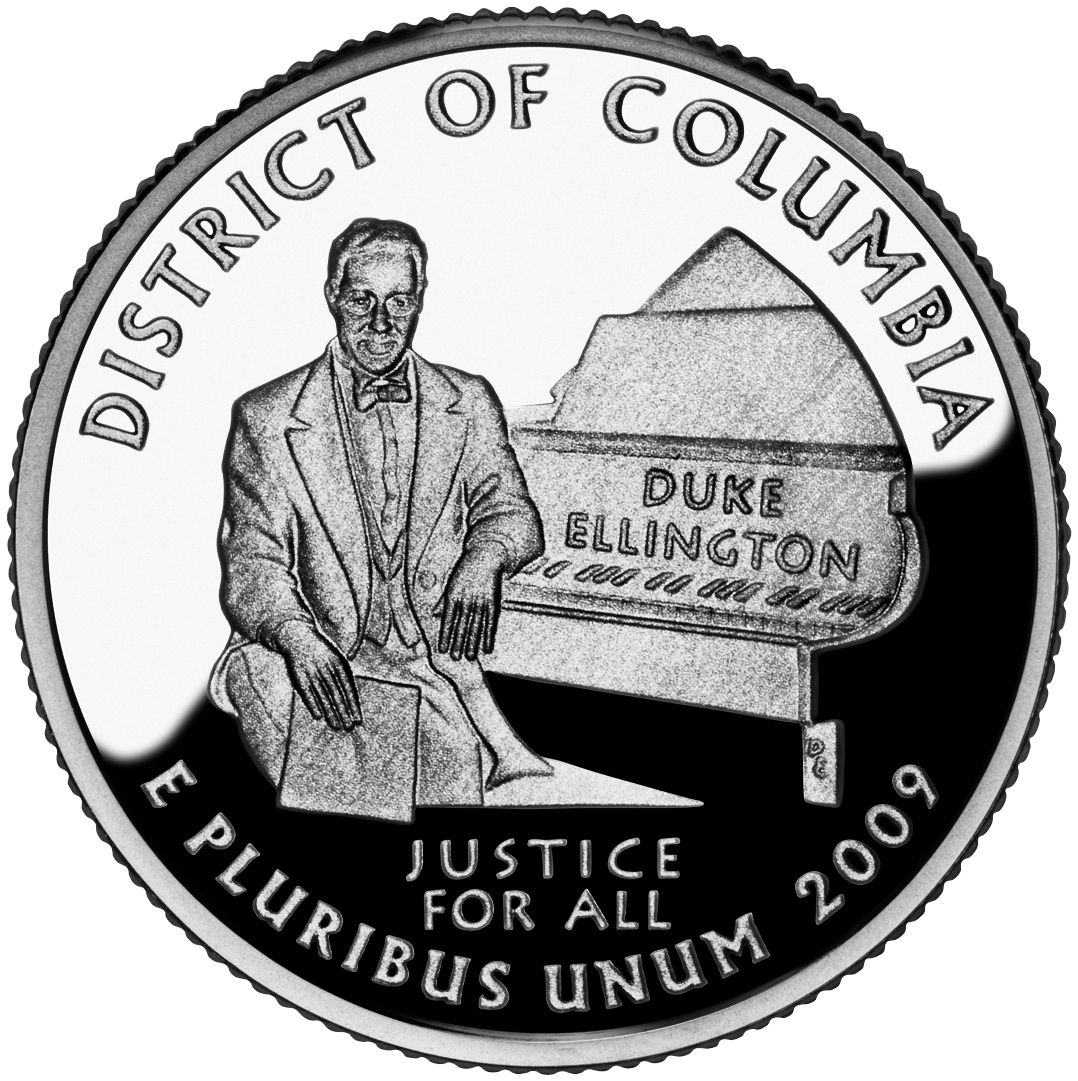
Ellington auf der Washington, D.C. Quarter-Münze, erschienen 2009.

Auch Hasse hält Hodges in Jeeps Blues für den eigentlichen Höhepunkt, der „musikalische Zenit des Festivals.“
James Lincoln Collier würdigt insbesondere die Leistung Paul Gonsalves’, dessen Solo sicher kein Meisterstück der Improvisation, gewesen sei, „es war solider Jazz, kochend heiß, und es sagte etwas Wichtiges über Musik, die sich – nach einem langen Abend voller Reflexionen der Modernisten, nach der aufwendigen Gestaltung von Ellingtons Suite – mit vier Mann aufmachten und sechs Minuten den Blues spielten, (und) den Laden einfach hinwegfegten“.
Auch der Ellington-Biograph Hans Ruland lobt den legendären Konzertmitschnitt, „der – auch wenn Hörer von heute aus rein musikalischen Gründen vielleicht ein wenig enttäuscht sind – (nicht nur) einen Wendepunkt in Ellingtons Geschichte festhält, sondern zugleich einer der packendsten Live-Mitschnitte der Jazz-Geschichte (ist), vergleichbar nur mit Benny Goodmans ebenfalls legendären Carnegie Hall-Konzert 1938, als Jess Stacy in Sing, Sing, Sing, ebenfalls völlig unerwartet, zu einem längeren Solo ausholte. Gonsalves wie Stacy, die man bei aller Wertschätzung eher zum zweiten Glied zählen möchte, hatten da ihre Sternstunde“.
„Dies ist eines der ausschlussreichsten Aufnahmen“, schrieb der Kritiker Gene Hyde zur vollständigen Neuausgabe des Konzerts, „ein überwältigendes, überschäumendes Stück Geschichte, das seine ganze Pracht offenbart.“ Erst jetzt seien wir in der Lage, „das ganze Original-Konzert so zu hören, wie es sich zugetragen hatte, angefüllt mit all dem Vergnügen, der Energie und Brillanz von Ellingtons Band an diesem denkwürdigen Abend“. Die Bedeutung dieses Album erhebe sich „weit über die wildesten Hoffnungen der ergebendsten Ellington-Fans. Wenn es irgendwann zur unvermeidlichen Heiligsprechung von Ellington komme, werde dieses Konzert sicher als eines seiner Wundernachweise gelten.“ Der Autor kommt zu dem Fazit, Ellington At Newport 1956 (Complete) sei „in jeder vernünftigen Jazz-Sammlung unerlässlich“.
Die Musikzeitschrift Jazzwise nahm das Album in die Liste The 100 Jazz Albums That Shook the World auf; Keith Shadwick schrieb:

„Ellington räumte oft ein, dass das Newport Jazz Festival von 1956 ihm hinsichtlich seiner Person und seiner Aufnahmen quasi eine Wiedergeburt ermöglicht hätte, aber da sind Zweifel angebracht. Abseits des vor Ort tumultartigen Schluss von Diminuendo And Crescendo in Blue, ist es eine ruhige Platte, die man im Lounge-chair hören kann, um sich über all die Aufregung darüber zu wundern.“

Das Magazin Rolling Stone  wählte das Album 2013 in seiner Liste Die 100 besten Jazz-Alben auf Platz 31. 1999 erhielt die vollständige Edition des Livemitschnitts den Prix de la Meilleure Réédition ou du Meilleur Inédit der Académie du Jazz.

## Die Titel

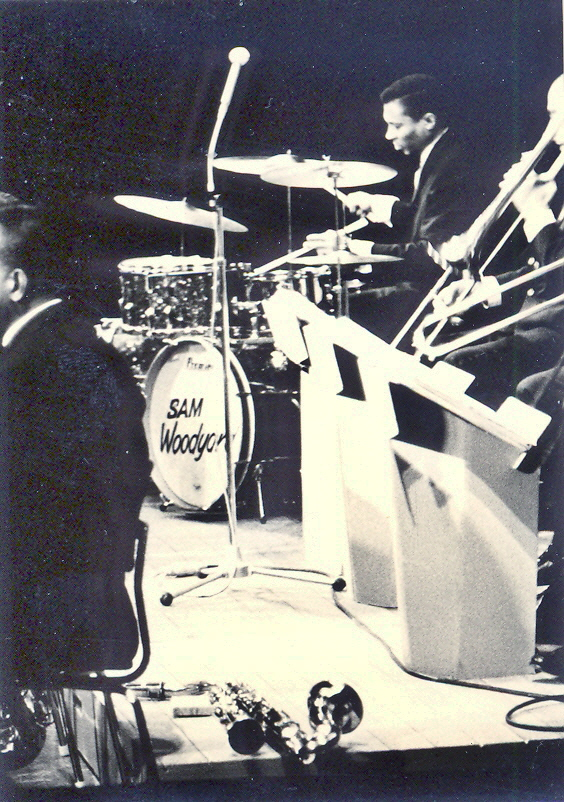
Sam Woodyard

### Titel des Original-Albums
- Duke Ellington: Ellington at Newport (Columbia CS 8648 (LP), CK 40597(CD))

A-Seite
Newport Jazz Festival Suite (Ellington/Strayhorn) [Studio]
1. Festival Junction, 10:08
2. Blues to Be There, 8:05
3. Newport Up, 5:33

B-Seite
1. Jeep’s Blues, 5:12 (Ellington/Hodges) [Studio]
2. Diminuendo and Crescendo in Blue, 14:37 (Ellington) [live]

### Titel der vollständigen CD-Ausgabe von 1999
- Ellington at Newport (Complete) (Columbia Records / Legacy C2K 64932, Doppel-CD)
  - Live-Aufnahmen (7./8. Juli 1956)
    1. Star Spangled Banner (Key/Smith)
    2. Black and Tan Fantasy (Ellington/Mills)
    3. Tea for Two (Caesar/Youmans)
    4. Take the 'A' Train (Strayhorn)
    5. Newport Festival Suite (Ellington/Strayhorn)
    6. Sophisticated Lady (Ellington/Mills/Parish)
    7. Day In Day Out (Bloom/Mercer)
    8. Diminuendo and Crescendo in Blue (Ellington)
    9. I Got it Bad and That Ain’t Good (Ellington/Webster)
    10. Jeep’s Blues (Ellington/Hodges)
    11. Tulip or Turnip (Ellington/George)
    12. Skin Deep (Bellson)
    13. Mood Indigo (Ellington)

  - Studioaufnahmen (9. Juli 1956):
    1. I Got it Bad and That Ain’t Good (Ellington/Webster)
    2. Newport Festival Suite (Ellington/Strayhorn)
    3. Jeep’s Blues (Ellington/Hodges)